# Тазырбак (река)
Тазырбак — река в Томской области России, правый приток Чулыма. Устье реки находится в 247 км от устья Чулыма по правому берегу. Протяжённость реки 18 км.
На реке располагается посёлок Комсомольск. Недалеко от устья находятся деревни Тазырбак и Балагачево.

## Данные водного реестра
По данным государственного водного реестра России относится к Верхнеобскому бассейновому округу, водохозяйственный участок реки — Чулым от водомерного поста села Зырянское до устья, речной подбассейн реки — Чулым. Речной бассейн реки — (Верхняя) Обь до впадения Иртыша.
Код водного объекта — 13010400312115200021360.